# 赵眜
赵眜（前176—前125年），一名赵胡，中国西汉时期南越国的第二代皇帝，前137年至前125年在位，是南越国第一代君主赵佗的孙子，自称“文帝”。他的陵墓位于今广州市解放北路的象岗山上，是著名的“南越王墓”。

## 生平

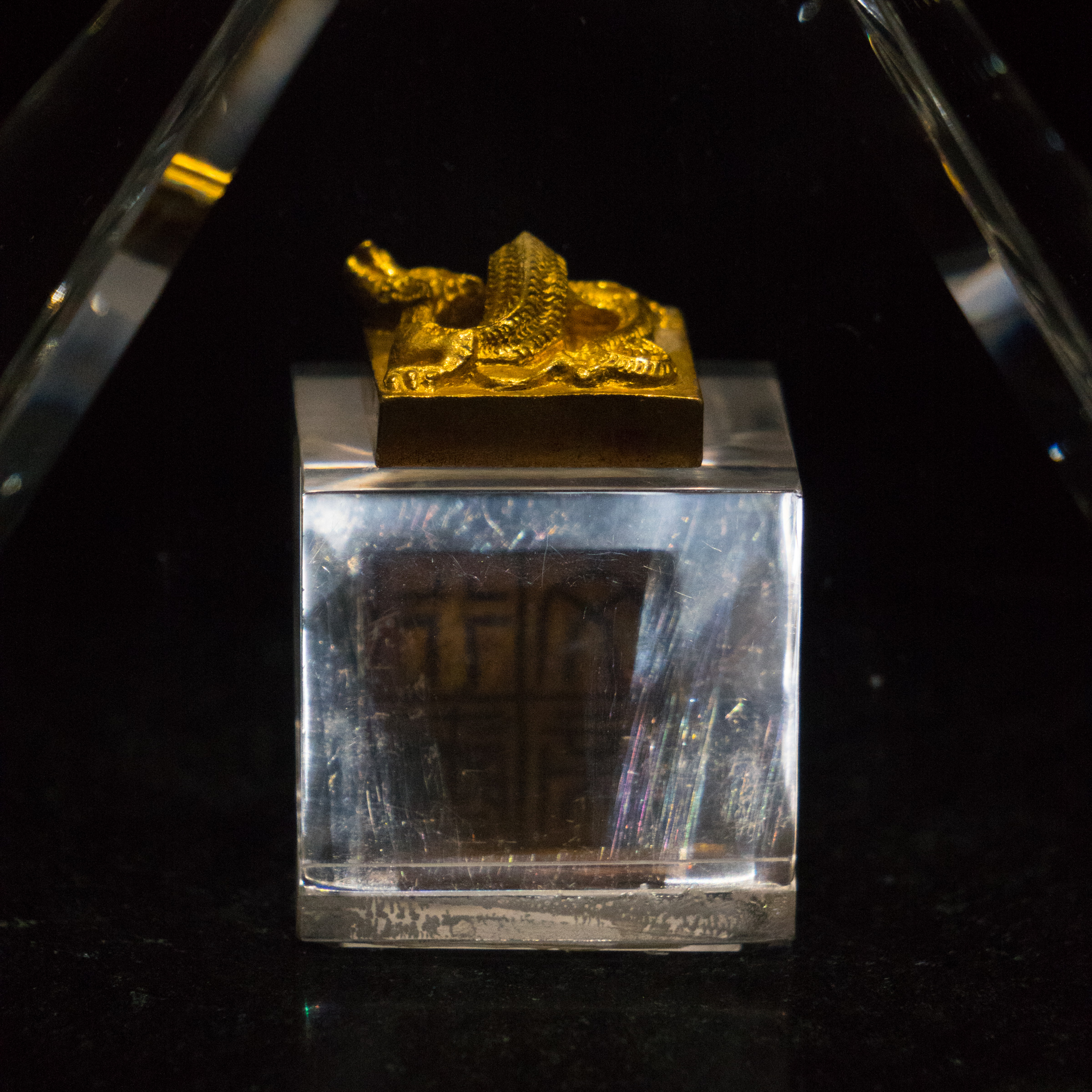
赵眜墓出土的“文帝行玺”龙钮金印

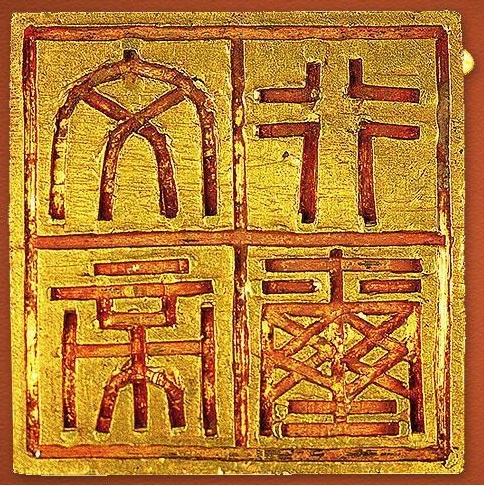
文帝行玺金印的印面

趙眜是趙佗的孫子，無論是在司馬遷所著的《史記》以及其他一些中國史料中都沒有關於趙眜生父是何人的記載。越南方面的《大越史記全書》則稱趙眜是趙仲始的兒子。汉武帝建元四年（前137年），第一代南越王赵佗去世。由于他去世时已达百岁高龄，其儿子都已经死去，他的帝位交由孙子赵眜继承。赵眜遵遗命即位，遣使入汉朝告丧，汉武帝诏准他袭南越王，成为第二代的南越王。赵眜循赵佗旧制，恪守恭敬事汉之约，汉武帝甚悦。
赵眜即位两年后，建元六年（前135年）秋，闽越王驺郢借机向南越国发动战争，攻打南越国的边境城镇。赵眜刚继承帝位不久，国内民心还不稳，这时只好向汉武帝上书，说明闽越侵犯南越的事实，并请求汉武帝处理此事。汉武帝对赵眜的做法大加赞扬，称其忠于臣属之职，不兴兵互相攻击，并派遣大行令王恢、韩安国两将军前去讨伐闽越。汉朝的军队还没有越过南岭，闽越因汉兵强众，闽越王的弟弟余善就发动叛变，杀死了闽越王驺郢，投降了汉朝，于是汉朝的军队停止了讨伐的行动。
汉武帝随后将余善立为新的闽越王，并派遣中大夫严助前往南越国将处理闽越的事告谕赵眜。赵眜得知后，向严助表达了对汉武帝的深刻谢意，并告诉严助，南越国刚遭受过闽越的入侵，等处理完后事后，他就去汉朝的京城朝见汉武帝。随后，还派太子赵婴齐跟随严助回汉朝的朝廷当宿卫。
严助离开后，南越国的大臣们用赵佗的遗训向赵眜进谏，劝赵眜不要去汉朝的京城，以免被汉武帝找借口扣留，回不来南越，就成亡国的形势了。于是，赵眜在以后统治南越的十年中，一直以生病为借口没有入朝见汉武帝。
前125年（一说前122年），赵眜病重，其儿子赵婴齐向汉武帝请求回到南越国侍疾，汉武帝同意。赵眜死后，赵婴齐继承帝位。

## 家族
1983年考古发掘的南越王墓东侧室葬有殉葬的四位文帝妾室，同时出土了五枚有字印章。分别是一枚金印（“右夫人玺”），一枚象牙印（“赵蓝”）及三枚铜印（“左夫人印”、“泰夫人”和“口夫人印”）。“口夫人印”又被解读为“部夫人印”或“否夫人印”。黄展岳在《南越国六夫人印》认为其地位高低依次为“右夫人”、“左夫人”、“泰夫人”及“部夫人”。
- 祖父：赵佗
  - 父：趙仲始[7]
    - 赵眜
      - 儿子：赵婴齐
        - 孫：趙建德、趙興
          - 曾孫：趙次公

## 历史影响
赵眜在位一共12年，长期患病，性情软弱，没什么建树。他虽然在闽越侵犯南越之时，巧妙的把汉武帝搬了出来，让汉武帝来对付闽越，而自己不用大伤元气。但此举，也使赵佗时期就已经役属南越国的闽越，和南越国脱离了役属关系，而直接受制于汉朝中央，使南越国实际上被孤立起来。
同时，又使汉武帝找到借口，派严助假借表彰赵眜能忠于臣属之职为名，请赵眜赴京朝见汉武帝，最后迫使赵眜把儿子赵婴齐送到了汉武帝身边达10年之久，为日后南越国内部之乱埋下了伏笔。

## 評價
- 越南歷史學家吳士連：“文王交鄰有道，漢朝義之，致為興兵助擊其讐。又能納諫，稱疾不朝于漢，遵守家法，貽厥孫謀，可謂無忝厥祖矣。”[8]

## 陵墓

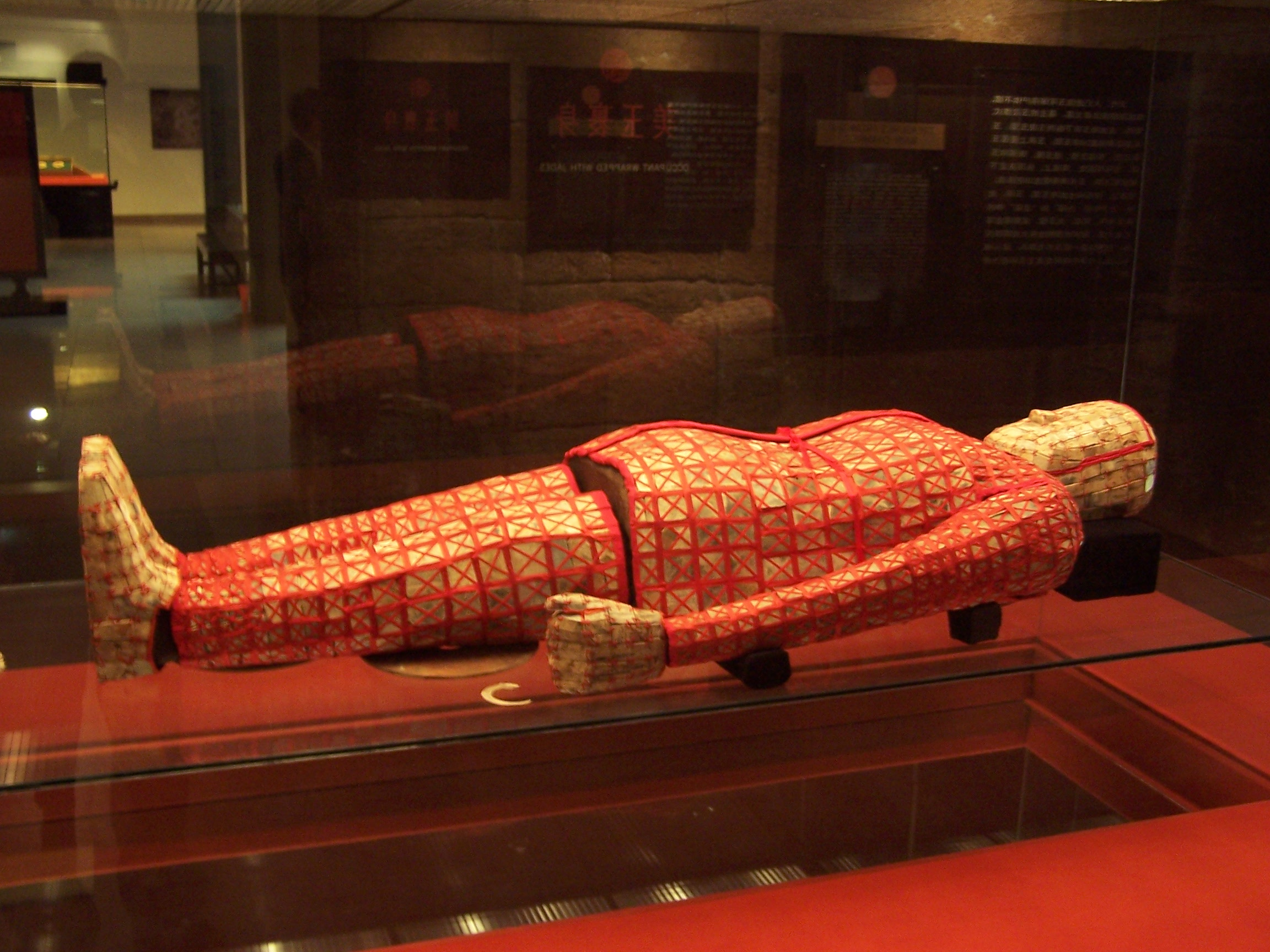
赵眜墓出土的丝褛玉衣

赵眜死后，陵墓建在南越国都城番禺的西北角（今广州市解放北路的象岗山上），历经2000多年，始终没有受到侵扰。1983年在此地建象岗宾馆（即中国大酒店）时被发现，被称为“南越王墓”，在陵墓内共出土随葬品1000多件，被认为是岭南地区已发现的陵墓当中，规模最大，随葬品最多，墓主人身份最高的陵墓。陵墓內出土絲縷玉衣，玉衣内僅剩下已腐朽成粉末状的骨渣，只在玉衣的头罩部分尚有少许残颅骨片。该墓出土還出土“文帝行玺”金印，說明在他生前曾自封为“南越文帝”。1988年，在他陵墓的原址建成“西汉南越王墓博物馆”，对陵墓和出土文物进行保护。

## 關於南越文帝真實名字的考證
《史记》裏一直把南越国第二代王“南越文帝”称为赵胡，但1983年“南越王墓”被挖掘后，在出土的印章中发现“赵眜”的玉印和“文帝行玺”的金印，经考古学家证实，确认了“赵眜”应该是《史记》所载的“赵胡”的真名，而“赵胡”可能是司马迁在编写《史记》时出现的错误；也有可能是班固的《漢書》在传抄中抄错，后人又根據《漢書》更正了《史記》中的「錯字」，以致一錯再錯。
然而，也有一些學者對筆誤一說提出了異議。學者余天熾、覃聖敏、藍日勇、梁旭達、覃彩鑾等人，在其所著的《古南越國史》中認為南越文帝名字不可能出現記載錯誤。他們認為，《史記》對在位時間最短的趙建德事蹟記載都尤為詳實，因此對南越文帝名字記載錯誤的偶然性不存在；而且文帝在位期間同漢朝交往頻繁，名字的筆誤更不可能。他們認為趙眜是趙佗的兒子、文帝趙胡的父親（或者趙眜是趙佗的長孫、文帝趙胡的兄長），被趙佗立為太子，未即位就死去了。趙胡將趙眜生前使用的印章帶入墳墓，以示緬懷之意。

## 延伸阅读
[在维基数据编辑]
 《史記/卷113》，出自司馬遷《史記》

## 參閲
- 赵佗
- 南越国
- 南越王墓